# 海上自衛隊の隊一覧
海上自衛隊の隊一覧（かいじょうじえいたいのたいいちらん、List of JMSDF Troop）は、現在編成されている海上自衛隊の隊等の一覧である。

## 護衛隊
- 第1護衛隊
- 第2護衛隊
- 第3護衛隊
- 第4護衛隊
- 第5護衛隊
- 第6護衛隊
- 第7護衛隊
- 第8護衛隊
- 第11護衛隊
- 第12護衛隊
- 第13護衛隊
- 第14護衛隊
- 第15護衛隊

## 潜水隊
- 第1潜水隊
- 第2潜水隊
- 第3潜水隊
- 第4潜水隊
- 第5潜水隊
- 第6潜水隊
- 第11潜水隊

## 掃海隊
- 第1掃海隊
- 第2掃海隊
- 第3掃海隊
- 第42掃海隊
- 第43掃海隊
- 第44掃海隊
- 第45掃海隊
- 第46掃海隊
- 水陸両用戦・機雷戦戦術支援隊

## ミサイル艇隊
- 第1ミサイル艇隊
- 第2ミサイル艇隊
- 第3ミサイル艇隊

## その他の水上部隊
- 第1輸送隊
- 第1海上補給隊
- 第1海上訓練支援隊
- 第1練習隊
- 第1海洋観測隊
- 第1音響測定隊
- 第1エアクッション艇隊

## 航空隊
- 固定翼哨戒航空部隊
  - 第1航空隊
  - 第2航空隊
  - 第3航空隊
  - 第5航空隊
- 回転翼（ヘリコプター）哨戒航空部隊
  - 第21航空隊
  - 第22航空隊
  - 第23航空隊
  - 第24航空隊
  - 第25航空隊
- 実験航空部隊
  - 第51航空隊
- 輸送航空部隊
  - 第61航空隊
- 救難航空部隊
  - 飛行艇救難航空部隊
    - 第71航空隊

- 情報収集・電子戦、訓練支援航空部隊
  - 第81航空隊
- 回転翼（ヘリコプター）掃海航空部隊
  - 第111航空隊
- 教育航空部隊
  - 第201教育航空隊
  - 第202教育航空隊
  - 第203教育航空隊
  - 第211教育航空隊
  - 第212教育航空隊
  - 小月教育航空隊

## 整備補給隊
- 第1整備補給隊
- 第2整備補給隊
- 第4整備補給隊
- 第5整備補給隊
- 第21整備補給隊
- 第22整備補給隊
- 第31整備補給隊
- 第201整備補給隊
- 第202整備補給隊
- 第203整備補給隊
- 第1航空修理隊
- 標的機整備隊

## 基地隊
- 八戸航空基地隊
- 厚木航空基地隊
- 館山航空基地隊
- 硫黄島航空基地隊
- 舞鶴航空基地隊
- 岩国航空基地隊
- 大村航空基地隊
- 鹿屋航空基地隊
- 那覇航空基地隊
- 呉潜水艦基地隊
- 横須賀潜水艦基地隊
- 阪神基地隊
- 函館基地隊
- 下関基地隊
- 沖縄基地隊

## 防備隊・警備隊・施設隊
- 余市防備隊
- 対馬防備隊
- 横須賀警備隊
- 呉警備隊
- 佐世保警備隊
- 舞鶴警備隊
- 大湊警備隊
- 特別警備隊
- 機動施設隊

## 訓練隊・教育隊
- 海上訓練指導隊群
  - 横須賀海上訓練指導隊
  - 呉海上訓練指導隊
  - 佐世保海上訓練指導隊
  - 舞鶴海上訓練指導隊
  - 大湊海上訓練指導隊
  - 水上戦術開発指導隊
- 潜水艦教育訓練隊
- 横須賀教育隊
- 呉教育隊
- 佐世保教育隊
- 舞鶴教育隊

## システム通信隊
- 中央システム通信隊
- 横須賀システム通信隊
- 呉システム通信隊
- 佐世保システム通信隊
- 舞鶴システム通信隊
- 大湊システム通信隊
- 保全監査隊
- 移動通信隊

## 警務隊
- 海上自衛隊警務隊
- 横須賀地方警務隊
- 呉地方警務隊
- 佐世保地方警務隊
- 舞鶴地方警務隊
- 大湊地方警務隊

## 基地業務隊
- 海上自衛隊中央業務会計隊
- 横須賀基地業務隊
- 呉基地業務隊
- 佐世保基地業務隊
- 舞鶴基地業務隊
- 大湊基地業務隊

## 音楽隊
- 東京音楽隊
- 横須賀音楽隊
- 呉音楽隊
- 佐世保音楽隊
- 舞鶴音楽隊
- 大湊音楽隊

## その他の隊
- 作戦情報隊
- 電磁情報隊
- 対潜資料隊
- 対潜評価隊
- 指揮通信開発隊
- 艦艇開発隊
- 航空プログラム開発隊
- 海上自衛隊潜水医学実験隊
- 航空管制隊

## 廃止（整理・解散）された部隊

### 護衛隊
- 第9護衛隊
- 第10護衛隊
- 第16護衛隊
- 第17護衛隊
- 第18護衛隊
- 第19護衛隊
- 第21護衛隊
- 第22護衛隊
- 第23護衛隊
- 第24護衛隊
- 第25護衛隊
- 第26護衛隊
- 第27護衛隊
- 第31護衛隊
- 第32護衛隊
- 第33護衛隊
- 第34護衛隊
- 第35護衛隊
- 第36護衛隊
- 第37護衛隊
- 第38護衛隊
- 第39護衛隊
- 第41護衛隊
- 第42護衛隊
- 第43護衛隊
- 第44護衛隊
- 第45護衛隊
- 第46護衛隊
- 第47護衛隊
- 第48護衛隊
- 第51護衛隊
- 第52護衛隊
- 第61護衛隊
- 第62護衛隊
- 第63護衛隊
- 第64護衛隊
- 第2練習隊

### 潜水隊
- 第1練習潜水隊

### 駆潜隊
- 第1駆潜隊
- 第2駆潜隊
- 第3駆潜隊
- 第4駆潜隊
- 第5駆潜隊

### 掃海隊
- 第4～14掃海隊
- 第18・19掃海隊
- 第21・23掃海隊
- 第31～41掃海隊
- 第47～49掃海隊
- 第51掃海隊
- 第101掃海隊
- 掃海業務支援隊

### 航空隊
- 固定翼哨戒航空部隊
  - 沖縄航空隊
  - 第4航空隊
  - 第6航空隊
  - 第7航空隊
  - 第8航空隊
  - 第9航空隊
  - 第11航空隊
  - 第12航空隊
  - 第13航空隊
  - 第14航空隊
- 飛行艇哨戒航空部隊
  - 第31航空隊
- 訓練支援航空部隊
  - 第91航空隊
- 回転翼（ヘリコプター）哨戒航空部隊
  - 第101航空隊
  - 第121航空隊
  - 第122航空隊
  - 第123航空隊
  - 第124航空隊
- 地方隊回転翼（ヘリコプター）哨戒航空部隊
  - 大湊航空隊
  - 小松島航空隊
  - 大村航空隊
- 回転翼(ヘリコプター)救難航空部隊
  - 八戸救難飛行隊
  - 下総救難飛行隊
  - 厚木救難飛行隊
  - 硫黄島救難飛行隊
  - 徳島救難飛行隊
  - 小月救難飛行隊
  - 鹿屋救難飛行隊
  - 第72航空隊
  - 第73航空隊
  - 第21航空隊第213飛行隊
  - 第22航空隊第224飛行隊
- 教育航空部隊
  - 鹿屋教育航空隊
  - 岩国教育航空隊
  - 第204教育航空隊
  - 第205教育航空隊
  - 第206教育航空隊
  - 第221教育航空隊
  - 鹿屋術科教育隊
  - 館山術科教育隊
  - 白井術科教育隊
- その他の航空部隊
  - 第3支援整備隊
  - 第204支援整備隊
  - 宇都宮航空基地隊
  - 鹿屋航空工作所
  - 八戸航空工作所
  - 下総航空工作所
  - 第2航空修理隊

### その他の部隊
- 需給統制隊
- 海上自衛隊東京業務隊
- 東京地方警務隊
- 海上自衛隊情報保全隊（防衛大臣直轄）：2009年7月31日廃止。自衛隊情報保全隊へ
- 電子情報支援隊
- 作戦情報支援隊
- 基礎情報支援隊
- 海洋業務隊
- 海洋資料作業隊
- 海上自衛隊資料隊
- 音響業務支援隊
- 気象資料管理隊
- 印刷補給隊
- 実用実験隊
- 装備実験隊
- 運用開発隊
- 横須賀戦術訓練装置運用隊
- 佐世保戦術訓練装置運用隊
- 誘導武器教育訓練隊
- プログラム業務隊
- 東京通信隊
- 横須賀通信隊
- 呉通信隊
- 佐世保通信隊
- 舞鶴通信隊
- 大湊通信隊
- 通信保全業務隊
- 海上自衛隊中央調査隊
- 横須賀調査隊
- 呉調査隊
- 佐世保調査隊
- 舞鶴調査隊
- 大湊調査隊
- 横須賀防備隊
- 佐世保防備隊
- 舞鶴防備隊
- 第11海上訓練指導隊